# Шримс
Шримс (Crangon) — рід креветок родини Шримсові (Crangonidae).

## Поширення
Представники роду шримс поширені виключно у Північній Півкулі, більшість із яких зустрічаються у Тихому океані. C. septemspinosa — єдиний представник роду, що зустрічається у північно-західній Атлантиці, а C. crangon і C. allmanni — у північно-східній. Поширення представників роду описано достатньо бідно, за виключенням одного промислового виду — C. crangon. Оскільки переважна більшість видів зустрічається у Тихому океані, можна зробити висновок, що самі звідти походить цей рід.

## Види
Містить такі види:
- Crangon affinis De Haan, 1849
- Crangon alaskensis Lockington, 1877
- Crangon alba Holmes, 1900
- Crangon allmanni Kinahan, 1860
- Crangon amurensis Bražnikov, 1907
- Crangon capensis Stimpson, 1860
- Crangon cassiope De Man, 1906
- Crangon crangon (Linnaeus, 1758)
- Crangon dalli Rathbun, 1902
- Crangon franciscorum Stimpson, 1856
- Crangon hakodatei Rathbun, 1902
- Crangon handi Kuris & Carlton, 1977
- Crangon holmesi Rathbun, 1902
- Crangon lockingtonii Holmes, 1904
- Crangon nigricauda Stimpson, 1856
- Crangon nigromaculata Lockington, 1877
- Crangon propinquus Stimpson, 1860
- Crangon septemspinosa Say, 1818
- Crangon uritai Hayashi & J. N. Kim, 1999

Крім того два види відомі по викопним решткам.